# Peklo (Dante)
Peklo (v italském originále Inferno) je první ze tří částí eposu Božská komedie, jehož autorem je Dante Alighieri. Božská komedie je alegorického charakteru – znázorňuje cestu lidské duše přes peklo a očistec až do ráje k Bohu. Peklo popisuje Dantovu cestu pekelnou říší, na níž ho doprovází římský básník Vergilius. Peklo je zde popisováno jako devět soustředných kruhů utrpení hříšných duší, sestupujících až do jádra Země. Oba básníci společně postupují devíti kruhy pekla, kde se setkávají s různými osobnostmi z historie, až se dostanou k očistci. Tato první část eposu je rozdělena na 34 zpěvů, celkově jich má Božská komedie 100.

## Obsah díla

### Zpěv I–III
Děj se začíná odehrávat o Velikonocích roku 1300. Dante je ztracen v temném lese, kde mu znenadání zkříží cestu tři šelmy: lev, pardál a vlčice. Lev symbolizuje hrdost a panovačnost, pardál chlípnost a vlčice lakotu. Z nesnází Danta zachrání Vergilius, kterého mu na pomoc seslala Beatrice, aby ho na cestě za spásou provedl peklem a očistcem (do ráje Vergilius nesmí vstoupit, neboť nebyl křesťanem).
Dante nejprve váhá a není si jistý, zda se na tuto cestu vydat. Posléze ale svolí a s Vergiliem se vydává k branám pekelným. Při vstupu do pekla se Dante zalekne fráze napsané na pekelné bráně: „Naděje zanech, kdo mnou ubírá se!“ Poté se s Vergiliem ocitají v tzv. Předpeklí, které je vyhrazeno těm, kteří byli za svého života lhostejní a nebyli ani dobří, ani zlí. Tito jsou v předpeklí hnáni do větrného víru a štípáni hmyzem. Je to například papež Celestin V., Ezau a Torregiano de Cerchi. Třetí zpěv končí u řeky Acheron, kde se Vergilius s Dantem nalodí na člun převozníka Chárona, který je má převézt už do samotného Pekla. Cháron se nejprve zdráhá Danta převézt, protože se ještě neoprostil od lidského těla a také proto, že přes řeku Acheron, tedy do pekla, by se neměla dostat dobrá duše.

### Zpěv IV–VII
Ve snu Dante překonává řeku Acheron a ocitá se v prvním kruhu pekla (někdy přezdívaném Limbo). Limbo (či předpeklí) je vyhrazeno zejména duším, které nehřešily, žily ctnostně, ale nebyly pokřtěné. Uváděné osobnosti ani pokřtěny být nemohly, neboť žily v období ještě před vznikem křesťanství. Jsou zde přítomny postavy ze Starého zákona – ty však Kristus osvobodil po svém zmrtvýchvstání. Tyto duše setrvávají v poklidu a nejsou nijak mučeny. Dante zahlédne i slavné básníky starověku Homéra, Lúkiana, Ovidia a Horatia, a mytické postavy Élektru, Aenea a Hektóra. Dalšími slavnými přítomnými jsou Caesar, Sókratés, Platón a Démokritos. V limbu se nachází rovněž Saladin, který byl ve středověku považován za chrabrého prince z Orientu a byl velmi obdivován. Dante potkává i postavy, které se významně zasloužily o rozvoj ve svých vědních oborech – Thalés z Milétu, Empedoklés, Hérakleitos, Seneca, Avicenna, Averroes a Hippokratés.

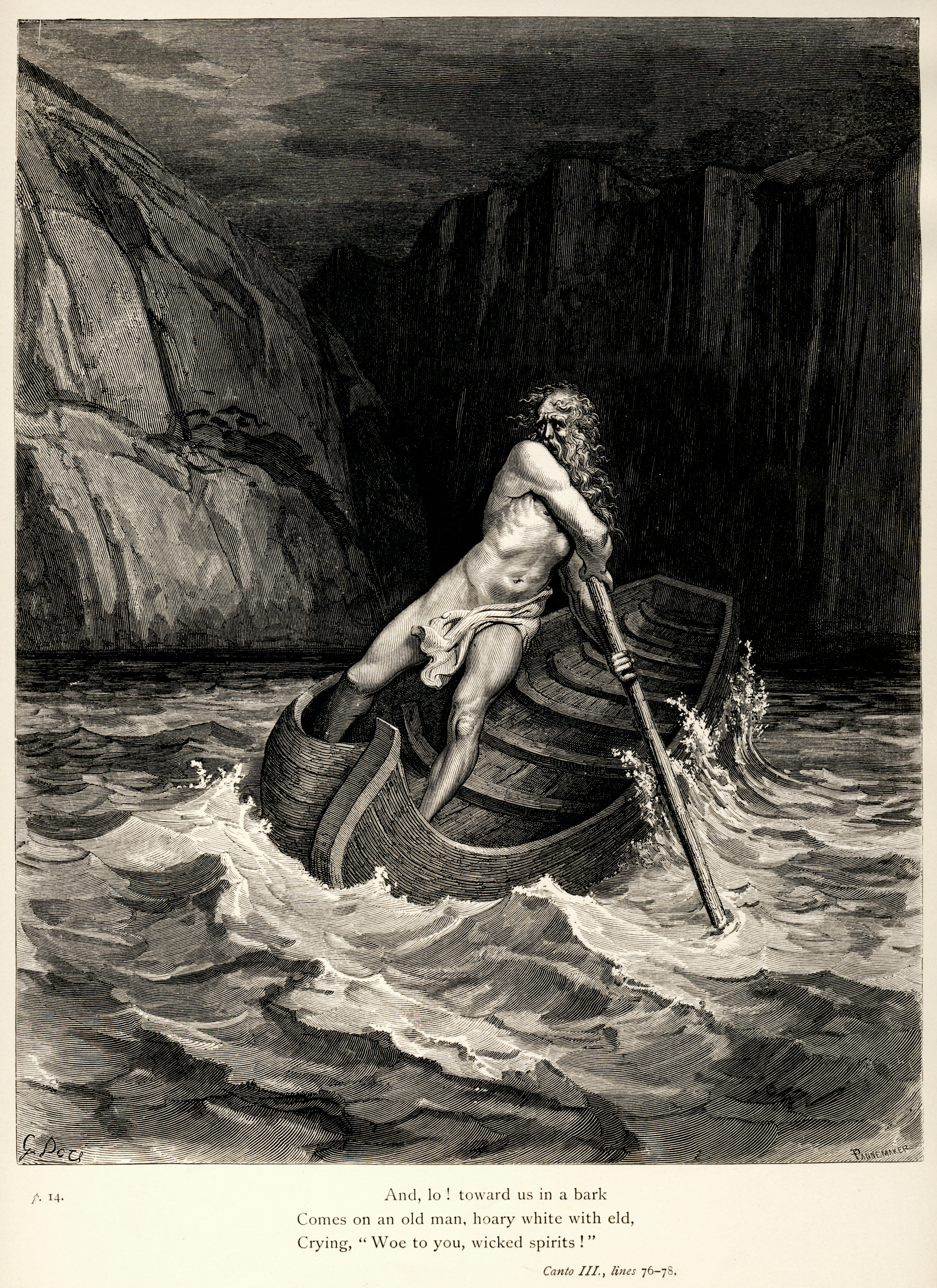
Ilustrace Gustava Dorého k III. zpěvu Pekla.

Dante s Vergiliem sestupují do druhého pekelného okruží, kde sedí Mínós a soudí hříšné duše. Nacházejí se zde chlípníci, kteří propadli během pozemského života tělesnému chtíči: Kleopatra, Dídó, Semiramis, Achilles a Tristan. Básník potkává i zamilovanou dvojici Paola Malatesty a Francescu z Rimini, kteří vyprávějí svůj příběh, kterak četli o Lancelotovi a Ginevře a sami pak vábení tělesné lásky podlehli.
Šestý zpěv zobrazuje třetí pekelné okruží, které přináleží nenasytným duším, které podlehly hříchu obžerství. Obézní těla jsou zde trýzněna nikdy nekončícím deštěm a krupobitím. Hříšníky zde střeží pes Kerberos, který si tu a tam ukousne lidského masa z objemných těl hříšníků. Dante potkává svého známého Ciacca z Florencie. Ciacco vypráví Dantovi o budoucnosti Florencie a o jeho budoucím exilu.
Při vstupu do čtvrtého okruží křičí hlídač Plútos záhadnou frázi: „Pape satan, pape Satan aleppe!“ Vergilius s Dantem potkávají hrabivce a marnotratníky. Mnozí z nich jsou kněží, neboť mají na hlavě stále rozpoznatelnou tonzuru. Za trest hříšníci válí obří balvany. Básníci pokračují do pátého okruží, do okruží zloby. Nachází se zde bahnitá řeka Styx, ve které zápasí hněviví. Básníci se snaží z tohoto špinavého prostředí dostat k věži, která se nachází uprostřed této pekelné sekce.

### Zpěv VIII–XI
Dante s Vergiliem dorazili k převozníkovi přes řeku Styx, kterým je Flegias. Během cesty se snaží duše hříšníků v řece rozhoupat loď, ale Flegias je mocně odhání pádly. Dante zahlédnul ve změti hříšníků v bahnité vodě i arogantního Florenťana Filippa Argentiho. Zanedlouho dorazí loďka ke břehu k mohutným hradbám města Dis.
Básníci mají problém s otevřením bran města. Vzápětí přilétají Erínye, které básníky ohrožují. Erínye povolávají Medúzu, aby proměnila Danta s Vergiliem v kámen. Vergilius duchapřítomně zakrývá Dantovi oči, aby náhodou nezahlédl Medúzin obličej. V poslední chvíli přichází vysvobození v podobě anděla, který zahání všechny démony a otevírá mohutné brány. Básníci mají konečně možnost vstoupit do města Dis.
V šestém pekelném okruží se nacházejí heretici, tedy kacíři. Jsou umístěni do hořících sarkofágů, kde jsou věčně spalováni pekelnými plameny. Dante se setkává s Farinatem degli Uberti a Cavalcantem dei Cavalcanti, se kterým diskutuje o jeho synovi, básníkovi Guidovi. Duše v pekle totiž vědí vše o budoucnosti, ale neznají přítomnost. Farinata Dantovi prorokuje neblahé chvíle ve vyhnanství. Dante s Vergiliem prochází kolem hořících hrobů a po chvíli dojdou k popadaným kusům skal a balvanů. Ty jsou důsledkem zemětřesení, které nastalo při Kristově smrti. Zemětřesení tehdy zasáhlo nejen zemský povrch, ale narušilo také strukturu pekelné říše. U vstupu do sedmého pekelného okruží ucítí básníci výrazný pach, který jim způsobí nevolnost. Vergilius následně Dantovi vysvětluje aristotelovské pojetí pekla: Aristotelés ve své Etice rozlišil jednotlivé hříchy a rozdělil je podle závažnosti. Jako nejhorší hřích je uvedena zrada, proto se všichni zrádci nacházejí v pekle nejhlouběji.

### Zpěv XII–XVII
Básníci pokračují v pouti a potkávají hlídače Mínotaura, který si v záchvatu vzteku utrhne kus vlastního těla. Vergiliovi se podaří Mínotaura odehnat, aby neohrozil jeho a Dantovu bezpečnost. V sedmém kruhu Dante potkává násilníky. Nacházejí se zde kentauři, kteří se procházejí po březích pekelné řeky Flegeton. V řece se topí mj. významní vojevůdci, mezi kterými Dante poznává Alexandra Velikého a Attilu. Přes tuto řeku Danta a Vergilia přepraví na svém hřbetě mytický kentaur Nessos. Dante a Vergilius vstupují do lesa sebevrahů. Stromy jsou zde tvořeny dušemi hříšníků, které týrají harpyje hnízdící v korunách stromů. Dante se setkává s básníkem a filosofem Pietrem della Vigna. Pietro vypráví svůj smutný příběh, kterak byl rádcem krále Fridricha II., ale nakonec byl obviněn z velezrady a ve vězení spáchal sebevraždu tak, že si rozbil hlavu o kámen. Dantův dialog s Pietrem přeruší marnotratníci, kteří kolem nich v mohutném davu prchají před divokými psy.
Básníci se ocitají na rozlehlé planině, kterou sužuje velký oheň. Zde se nacházejí rouhači, kteří urazili Boha či přírodu. Za trest mají jejich těla roztažené ruce i nohy a jsou podléváni tukem. Jsou zde i lichváři a sodomité. Vergilius s Dantem dorazí k ústí řeky Flegeton a Vergilius Dantovi vysvětlí původ pekelných řek: na Krétě se nachází hora Ida, v níž je socha, která roní slzy. Tyto slzy tvoří řeky, které tečou přímo do pekla a následně zamrzají v řece Kokýtu, tedy na samém dně pekla. Odtud vytéká řeka zapomnění Léthé, jež teče do očistce.
Dante potkává ve skupince sodomitů svého mentora Brunetta Latiniho, se kterým setrvá krátkou chvíli v rozhovoru. Brunetto předvídá Dantovi trpkou budoucnost během let ve vyhnanství a žádá ho, aby ve světě smrtelníků nebylo zapomenuto na jeho dvě díla Li Livres dou Trésor a Tesoretto. Dante zahlédne ve skupince sodomitů další tři Florenťany: Guida Guerru, Tegghiaia Aldobrandi a Jacopa Rusticucci, kteří po Dantovi chtějí zprávy z jejich rodného města. Vergilius přivádí Danta k hluboké propasti a přemýšlí, jak by se oba mohli dostat dolů. Naštěstí má na sobě Dante oděv, který je opásán provazem. Vergilius umně použije Dantův provaz jako jištění a snaží se slézt dolů. Básníky znenadání zastihne podivná postava s hlavou muže, křídly sokola, tělem plaza, mohutnými drápy a ohonem s žihadlem škorpiona. Je to příšera Geryon. Právě on je pro básníky jedinou možností, jak se dostat dolů do dalšího pekelného okruží. Vergilius vyjednává s Geryonem o převozu, Dante mezitím sleduje lichváře, kteří jsou spalováni horkým pískem a neustále roní slzy. V závěru zpěvu Dante s Vergiliem nasedají na Geryona a odlétají dolů do pekla.

### Zpěv XVIII–XXX

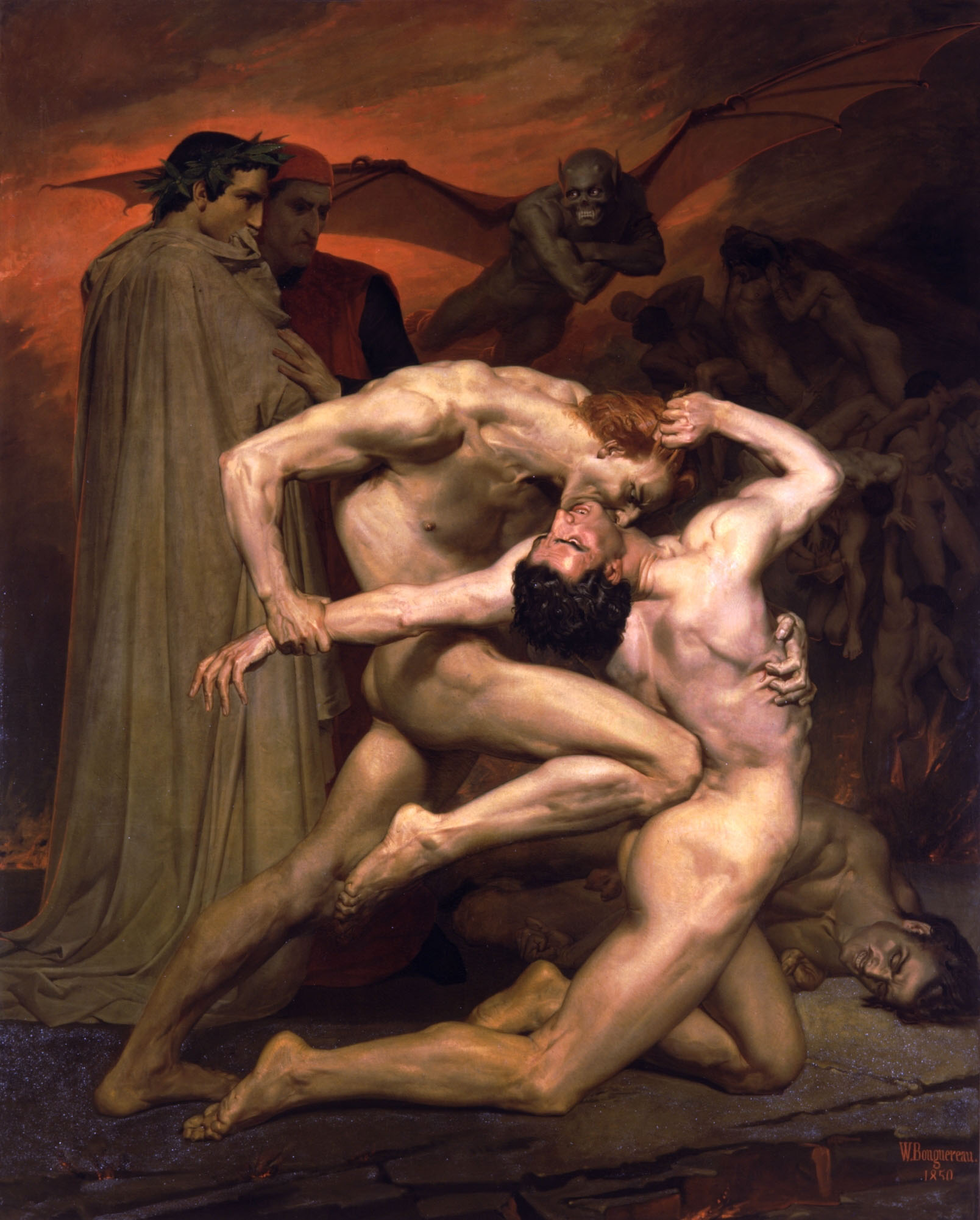
Obraz Williama-Adolpha Bouguereau, který zpodobňuje Danta, Vergilia, Gianniho Schicchi a Capocchia.

Vergilius s Dantem se dostávají do osmého okruží nazývaného Malebolge. Jsou zde trestány podvody všeho druhu, proto je toto okruží rozděleno podle typu podvodu na žleby. V prvním žlebu se nacházejí kuplíři, kteří za trest pochodují v řadách a jsou u toho bičováni démony. Mezi hříšníky se tu nachází i Iásón a mnozí obyvatelé Bologne.
Druhý žleb je pro pochlebovače, kteří se topí v mohutné řece plné páchnoucích exkrementů. Třetí žleb je určen simonitům, tedy svatokupcům, kteří jsou za trest zaraženi hlavou do země a zbytek jejich těl je ožeháván plameny. Dante poznává papeže Mikuláše III., který mu prorokuje, že se k němu v pekle zanedlouho přidají i další dva papežové: Bonifác VIII. a Kliment V.
Kamenným mostem se básníci dostanou do čtvrtého žlebu, který je určen věštcům a astrologům, kteří za svého života chtěli odhalovat budoucnost. Všichni hříšníci zde mají hlavu otočenou čelem dozadu, aby se již nikdy nemohli dívat dopředu. Mezi těmito hříšníky se nacházejí i věštec Teiresiás a jeho dcera Mantó. V pátém žlebu potkávají básníci hříšníky, co podpláceli. Zde se nachází zejména obyvatelé a radní z toskánského města Lucca. Dante s Vergiliem pokračují v cestě v doprovodu několika ďáblů, kterým velí Malacoda (Zlochvost). Vergilius se snaží rozmlouvat se sluhou krále Theobalda Navarrského. Ďáblové Alichino a Calcabrina se popichují a nakonec dojde k tělesnému souboji a oba spadnou do hořící jámy. Ostatní ďáblové se jim posléze snaží pomoci ven.
Ďáblové nakonec své druhy Alichina a Calabrinu zachrání a společně s básníky pokračují do šestého žlebu. Ten je určený pokrytcům, kteří jsou za trest oděni do přepychových mnišských rouch, která jsou však z těžkého olova: hříšníci tak musí nést i fyzicky tíhu svých pozemských hříchů. Nachází se zde spousta mnichů, kteří zneužívali svého postavení a žili na zemi bohémským životem plným korupce, alkoholu a lehkých žen. Dante potkává Kaifáše, tedy kněze, který vydal Ježíše Krista Římanům. Kaifáš je pokrytec všech pokrytců, a proto leží ukřižován na zemi a přes něj přechází zástupy hříšníků v olověných pláštích. Dante s Vergiliem pokračují do sedmého žlebu osmého okruží. Zde se nacházejí zloději, ale také velké množství plazů, kteří se hříšníkům neustále ovíjejí kolem rukou, nohou a krku. Tu a tam plazi hříšníky uštknou, ti poté shoří, ale následně se opět přemění zpět do své tělesné podoby, aby mohli být opět mučeni a cítit bolest. Dante poznává Vanniho Funkci, který za svého pozemského života vyloupil sakristii a vinu svedl na jiného muže. Vanni předpovídá Dantovi budoucnost ve vyhnanství.
V sedmém žlebu se objevuje Kákos, který má celý tento žleb na starosti. Kákos je v Pekle vypodobněn jako kentaur, jenž má do svého těla zakousnutých několik zmijí a za krkem draka chrlícího oheň. Básníci také potkávají zloděje z Florencie, mezi kterými Dante poznává kupř. Agnella Brunelleschi, Buosa Donati, Puccia Sciancata a Cianfu Donati. Dante vyjadřuje lítost nad skutečností, že se zde v sedmém žlebu nachází tolik obyvatel jeho rodné Florencie.
Básníci pokračují do osmého žlebu osmého okruží, kde potkávají falešné rádce, kteří jsou spalováni pekelnými plameny. Vergilius hovoří s Odysseem a jeho přítelem Diomédem. Odysseus vypráví o svých dobrodružstvích a plavbách až k Héraklovým sloupům. Dante s Vergiliem potkávají Guida da Montefeltro. Ten žádá Danta o nejnovější zprávy z pozemského světa. Guido vypráví básníkům svůj životní příběh, jak hřešil, kritizoval papeže a o odchodu do františkánského kláštera. Když zemřel, přišel si pro něj nejdříve svatý František, ale nakonec ho odnesl do pekel temný cherubín a Mínós usoudil, že Guido patří do pekel kvůli dávání špatných rad z pýchy.
Devátý žleb pekla patří rozsévačům svárů a za trest jsou tito hříšníci zcela (či alespoň částečně) rozpůlení. Dante s Vergiliem potkávají Muhammada a jeho bratrance Alího. Muhammad má tělo rozřezáno od hlavy až k podbřišku, zatímco Alí má rozřízlou tvář. Muhammad je umístěn do tohoto žlebu, jelikož rozšiřoval islám, který byl ve středověku považován za herezi křesťanství. Básníci potkávají také Bertrana de Born, který má useknutou hlavu. Bertran se provinil tím, že přesvědčil anglického prince Jindřicha Mladíka, aby se zmocnil trůnu svého otce Jindřicha II. Dante zahlédne v davu hříšníků svého vznětlivého vzdáleného příbuzného Geriho del Bello, který se zapletl do bratrovražedných bojů ve Florencii.
Básníci pokračují do posledního (desátého) žlebu osmého okruží, kde jsou trestáni padělatelé. Nejdříve Dante s Vergiliem potkávají alchymisty, kteří trpí různými kožními nemocemi a jsou nuceni si neustále škrábat kůži plnou strupů. Mezi hříšníky se nachází heretik a alchymista Capocchio, který se snaží s Dantem diskutovat, ale Dante odmítne vést dialog. K alchymistovi Capochiovi přichází zmrzačené stvoření Gianni Schicchi, které se mu zakousne do krku ostrými zuby a odnese ho pryč. Gianni Schicchi se provinil tím, že se převlékal za zemřelé lidi, aby měnil jejich poslední vůli. V tomto okruží se nachází také Myrrha, jež toužila po fyzické lásce se svým otcem a lstí nakonec dosáhla svého cíle. Básníci se setkávají s mistrem Adamem, padělatelem mincí, který trpí kožními nemocemi a neuhasitelnou žízní, ale nemůže se napít. Dante si povšimnul Sinóna z Tróje, který přesvědčil Trójany k přijmutí danajského daru.

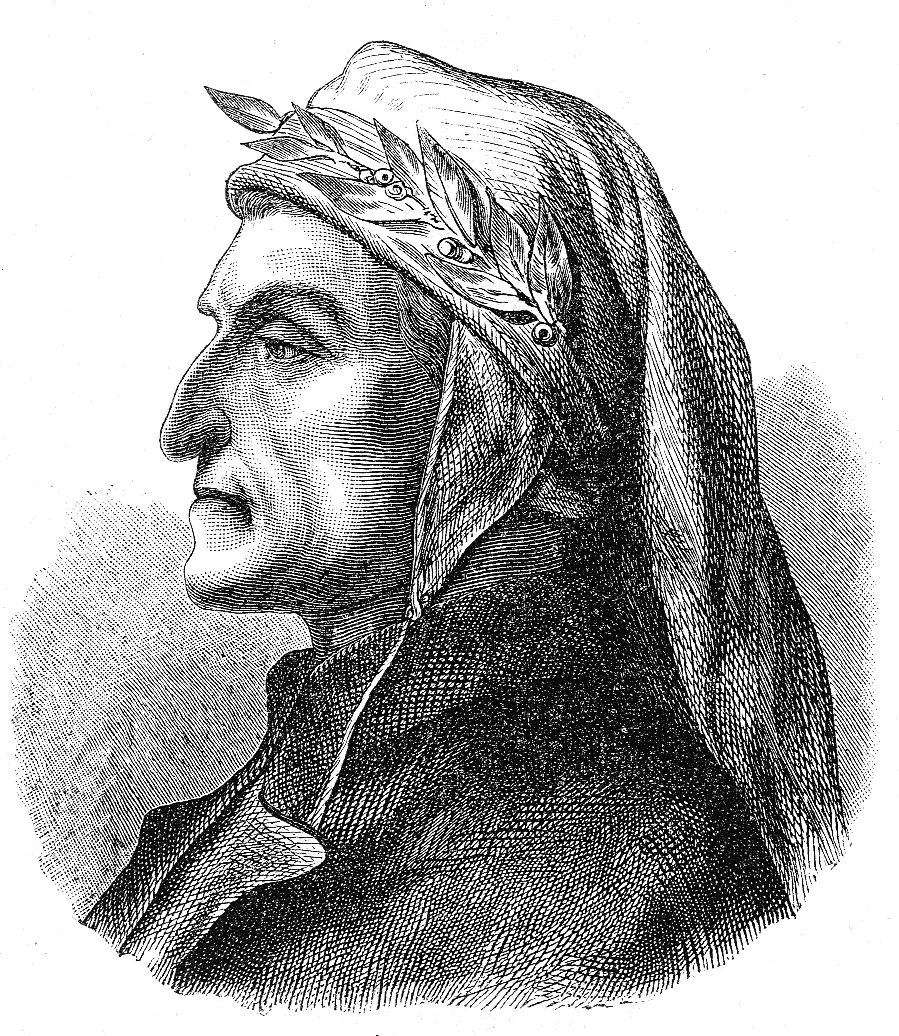
Podobizna Danta Alighieri

### Zpěv XXXI–XXXIV
Dante s Vergiliem se přes mlhu dostávají ke studni gigantů. Slyší, jak biblický stavitel Babylónské věže, Nimrod, troubí na roh. Nimrod pak vyslovuje nesmyslné fráze, kterým nerozumí ani on sám, což je trest za jeho troufalost vůči Bohu. Nacházejí se zde také titáni Efialtés, Tityos a Týfón a Herkulova oběť, obr Antaios. Antaios nemohl být zabit, dokud se dotýkal nohama země. Herkules ho však zdvihnul a uškrtil. Antaios nakonec pomůže Dantovi a Vergiliovi s přemístěním tak, že je přenese ve své velké dlani.
Básníci se dostávají do ledového prostředí Kókytu, kde se vlévají pekelné řeky a následně zamrzají. Je to devátý kruh pekla, jenž je rozdělen na čtyři okruží. Nacházejí se zde ti největší hříšníci: zrádci.
První okruží se nazývá Kaina podle biblického bratrovraha Kaina. Zde jsou umístěni ti, kteří zradili vlastní rodinu, např. Camicione de' Pazzi. Druhé okruží se nazývá Antenora podle mytického Anténóra, který zradil vlastní vlast: Tróju. V tomto okruží jsou umístěni hříšníci, co se provinili proti rodné vlasti, kupř. Ugolino della Gherardesca a jeho synové či Bocca degli Abati, příbuzný Dantovy matky a zrádce v bitvě u Montaperti. Třetí okruží se jmenuje Ptolemeia podle biblického Ptolemaia z Jericha, který nechal zavraždit během hostiny svého tchána. V tomto okruží se nacházejí zrádci hostí, kupř. Frate Alberigo a Branca Doria. Nejhlubším místem pekla je Judecca, jež se jmenuje podle biblického Jidáše Iškariotského. Zde se nacházejí nejhorší zrádci: zrádci dobrodinců. Vedle Jidáše jsou zde i Brutus a Cassius. Všichni hříšníci v devátém kruhu jsou umístěni do ledu, přičemž čím je jejich hřích závažnější, tím větší část jejich těla je v ledu uvězněna.
Dante s Vergiliem pokračují v cestě devátým kruhem pekla a vidí, jak Ugolino della Gheradesca pojídá arcibiskupa Ruggieriho degli Ubaldini. Ugolino vypráví básníkům svůj příběh, kterak se spikli s arcibiskupem, aby mohli ovládnout toskánské město Pisu. Dante pokračuje v pouti a přichází do Ptolemaie, kde potkávají zrádce hostí. Je zde bratr Frate Alberigo, který podal k večeři svým spolubratrům ovoce s jedem, a Branca Doria, jenž pozval na hostinu svého tchána a posléze ho nechal upéct a podávat jako jeden z chodů.
Dante s Vergiliem se dostali ke konci svého putování peklem. Nacházejí se v Judecce, nejhlubším místě pekla. Všichni hříšnici jsou umístěni v ledu. Lucifer je zobrazen jako postava zamrzlá v ledu, jež má netopýří křídla, která neustále mávají, čímž způsobují ledový vítr v celé Judecce. Luciferova hlava má tři tváře a šest očí, které roní krev a hnis. Ve třech ústech Lucifer přežvykuje tři největší zrádce: Jidáše, Bruta a Cassia. Dante s Vergiliem unikají z pekla puklinou v ledu za Luciferem a v závěru zpěvu se ocitají na úpatí očistcové hory pod hvězdným nebem.